# انکیلوز
اَنکیلوز (به انگلیسی: Ankylosis) یا جوشاک، به معنای خشکی مفصل است.

## بیماریزایی
وقتی یک مفصل دچار انکیلوز می‌شود دو سطح مفصلی نمی‌توانند در کنار هم حرکت کنند. در این حالت مفصل هیچ حرکتی نخواهد داشت و مانند این است که استخوان‌های دو طرف مفصل به هم جوش خورده‌اند.
علت انکیلوز واقعاً می‌تواند جوش خوردن استخوان‌های دو طرف مفصل به هم باشد یا ممکن است به علت سفت و غیرقابل انعطاف شدن رباط ها و کپسول مفصل، این جمود و بیحرکتی در مفصل ایجاد شده و موجب انکیلوز گردد.
در مراحل پیشرفته بیماری بعضی مفاصل دچار انکیلوز می‌شوند.